# Парсонс (Западная Виргиния)
Парсонс (англ. Parsons) — город в штате Западная Виргиния, США. Он является административным центром округа Такер. В 2010 году в городе проживало 1485 человек.

## Географическое положение
Парсонс находится на севере-востоке штата Западная Виргиния и является административным центром округа Такер. Он расположен на реке Чит на пересечении автомагистрали US 219 и дороги штата 72. Полная площадь города — 3,11 км², из которых 2,87 км² — земля и 0,23 км² — вода.

## История
Парсонс был построен на центральной железной дороге Западной Виргинии и Питсбурга в 1880-х годах. Первоначально он специализировался на обработке древесины, а не как остальные близлежащие поселения на сельском хозяйстве. Парсонс был назван в честь Уорда Парсонса, известного местного землевладельца. В 1889 году на его территории проживало около 50 жителей. Парсонс был инкорпорирован сначала как небольшой город 12 июня 1893 года, а затем как крупный город 18 февраля 1907. Парсонс стал административным центром округа Такер 7 августа 1893 года в результате «Войны за место окружного центра» между Парсонсом и Сент-Джорджем.
В начале XX века город начал быстро развивался, значительно увеличилось население Парсонса. Однако во второй половине века из-за изменения экономических условий темпы роста снизились. Наводнение 1985 года сильно сказалось на городе. 5 ноября река Чит поднялась на 7,4 метра, было затоплено около 90 % производств города, разрушены сотни домов.

## Население
По данным переписи 2010 года население Парсонс составляло 1485 человека (из них 48,7 % мужчин и 51,3 % женщин), 628 домашних хозяйств и 419 семей. Расовый состав: белые — 98,8 %, афроамериканцы — 0,1 %, коренные американцы — 0,1 % и представители двух и более рас — 1,1 %.
Из 628 домашних хозяйств 50,3 % представляли собой совместно проживающие супружеские пары (18,8 % с детьми младше 18 лет), в 10,8 % семей женщины проживали без мужей, в 5,6 % семей мужчины проживали без жён, 33,3 % не имели семьи. В среднем домашнее хозяйство ведут 2,36 человек, а средний размер семьи — 2,87 человека. Доля лиц старше 65 лет — 19,9 %. Средний возраст населения — 42,7 лет. В 2014 году медианный доход на семью оценивался в 43 333 $, на домашнее хозяйство — в 33 214 $.
Динамика численности населения:
|  |